# Araucaria muelleri
Espèce
Classification phylogénétique
Statut de conservation UICN

 EN B1ab(i,ii,iii,iv,v)+2ab(i,ii,iii,iv,v) : En danger
Araucaria muelleri est une plante de la famille des Araucariacées.

## Répartition
Comme 14 espèces du genre Araucaria sur 20, Araucaria muelleri est endémique de Nouvelle-Calédonie.